# Cono di Naso
San Cono, al secolo Conone Navacita (Naso, 3 giugno 1139 – Naso, 28 marzo 1236), è stato un monaco cristiano cattolico (di tradizione orientale) e poi Igumeno; è venerato come santo dalla Chiesa cattolica.
È patrono di Naso, comune italiano della città metropolitana di Messina, e del comune di San Cono, nella città metropolitana di Catania.

## Biografia
San Cono nacque durante il regno di Ruggero II di Sicilia. I suoi genitori erano Anselmo Navacita e Claudia o Apollonia Santapau, appartenenti a famiglie agiate di Naso.
I genitori avevano riposto in lui grandi speranze, poiché sarebbe dovuto diventare l'erede che avrebbe continuato nel tempo il casato dei Navacita. A mano a mano che il bambino cresceva, però, cominciarono ad affiorare in lui atteggiamenti volti più alla Chiesa che alle occasioni mondane.
All'età di 15 anni, Conone, ascoltando la Messa, rimase colpito da diverse espressioni del Vangelo: «Chi ama il padre o la madre più di me, non è degno di me» (Mt 10,37); «Se qualcuno vuol venire dietro di me rinneghi sé stesso, prenda la sua croce ogni giorno e mi segua» (Lc 9,23); «Chi non rinunzia a tutto quello che possiede, non può essere mio discepolo» (Lc 15,33).
Seppur combattuto tra la volontà di seguire Cristo e quella di non abbandonare i suoi genitori, Conone decise infine di presentarsi al Monastero di San Basilio, vicino a Naso, dove venne accolto. Qui diede prova della sua virtù, del suo amore per la preghiera e per la penitenza, della sua disponibilità anche nello svolgere i servizi più umili.
Successivamente venne mandato al convento di Fragalà, presso il comune di Frazzanò, dove conobbe San Silvestro da Troina e San Lorenzo da Frazzanò. Tanta fu la dedizione di Conone che i superiori gli proposero (e poi gli imposero) di accedere al Sacerdozio.
Dal momento che amava la vita contemplativa, riuscì ad ottenere dai superiori di vivere nella Grotta di Rocca d'Almo, dove si nutriva di erbe selvatiche, dormiva sul terreno e, giorno e notte, poteva dedicarsi alla preghiera ed alla penitenza.
Nel frattempo l'abate del convento di San Basilio dovette allontanarsi, e invitò il padre Conone Navacita a tornare per sostituirlo; Conone, suo malgrado, ritornò in convento. Ma poiché il Padre Superiore non poteva più tornare, i confratelli all'unanimità elessero Conone come Abate, nonostante fosse ancora giovane. Più avanti, nacque in lui il desiderio di visitare i Luoghi Santi e, ottenuti i permessi, intraprese un lungo viaggio alla volta di Gerusalemme.
Tornato a Naso, venne a sapere la triste notizia della morte dei suoi genitori, ed essendo rimasto l'unico erede del loro patrimonio, lo vendette donando l'intero ricavato ai poveri. Dopo una breve permanenza nel Monastero, poté quindi ritirarsi definitivamente nella grotta detta di San Michele e riprendere la sua vita da eremita.
Ma la sua quiete fu turbata ancora una volta: una giovane fanciulla di Naso di nobile casato era caduta in peccato con un giovane, rimanendo così nel disonore. Ma ella incolpò l'eremita dell'accaduto, nonostante la sua tarda età e la fama di santità di cui già godeva. Conone fu denunziato al Governatore e trascinato davanti al giudice che, nonostante le pacate risposte dell'eremita, lo condannò ad essere spogliato nudo e fustigato in pubblica piazza. Ma quando fu spogliato, comparve un corpo esile, coperto di piaghe, con il cilicio ai fianchi e al petto e le carni in qualche punto a brandelli e già putrefatte. il vecchio abate fu allora riaccompagnato in massa dal popolo osannante nella grotta da cui, ingiustamente, era stato prelevato.
San Cono morì un Venerdì Santo, durante il regno di Federico II di Svevia. Secondo la leggenda, improvvisamente a Naso si sentirono suonare le campane, senza essere toccate da nessuno. I nasitani accorsero nella grotta di Conone per chiedere spiegazioni, ma lo trovarono, già morto, in estasi e sollevato da terra.

## Culto in Sicilia
«O San Cono di Naso potente

validissimo, gran protettore

a te giunga l'omaggio del cuore

dei tuoi figli servito e fervente.

Tu li guidi dal cielo, possente,

tu proteggili sempre e la mente

apri loro ed ispirali tu

all'amore sublime di Gesù.

O San Cono di Naso vedesti

tu quei luoghi sacrati di pianto,

ove il Cristo soffrì e fu affranto

da dolori più atroci e piangesti

con vivissimo immenso dolore

il martirio del Dio redentore.

O San Cono deh! dacci virtù

fede immensa nel cuor di Gesù.
O San Cono ai devoti donasti

le tue grazie ed il sordo sentì,

parlò il muto e d'incanto svanì

il demonio che tu sgominasti.

A te, padre amoroso, i nasensi

chiedon grazie, favori, consensi,

o San Cono confortali tu

fa che amino sempre Gesù.

Innalzandoti al cielo da terra

una grande promessa lasciasti

e d'allora la patria scansasti

dalla peste, la fame e la guerra.

O San Cono, le grazie più sante

deh! dispensa ai devoti che tante

te ne chiedono, consolali tu

per l'amore che porti a Gesù.»
Successivamente alla morte di San Cono Abate, datata 28 marzo 1236, il culto del santo nasitano si diffuse in tutta la Sicilia fino a varcare lo stretto di Messina e giungere quindi in Calabria, dove il santo abate viene ricordato per il prodigio operato in quel di Galatro mentre era di ritorno dal viaggio in Terra Santa. Nella cittadina calabrese di Briatico è custodito anche un dito del Santo, probabilmente arrivato lì per mezzo dei padri basiliani del monastero esistente in quella zona fino al 1392.
In Sicilia sono molte le località in cui si ricorda San Cono, furono erette chiese e gli vennero dedicati altari, dipinti ed altre opere d'arte: mentre alcune di queste strutture/opere sono andate perdute altre resistono al passare del tempo e sono tuttora visibili o visitabili. A Palermo, per esempio il culto di San Cono si diffuse per merito dei monaci basiliani e dal 1392, nel duomo del capoluogo è custodito un braccio del Navacita. Fu eretta anche una chiesa dedicata al Santo, ma questa andò distrutta intorno al 1452 quando si decise di ampliare il suddetto Duomo. Nella chiesa del Porto Salvo, sempre a Palermo (in Corso Vittorio Emanuele, all'altezza di Piazza Marina), si trova inoltre un dipinto del 1500 che ritrae il santo patrono di Naso.
Il culto di San Cono si diffuse ovviamente anche nel resto delle province siciliane: esistettero chiese a lui dedicate anche a Messina, Enna, Siracusa, Bisacquino, Caltabellotta e Troina. In molte altre località furono eretti invece altari e cappelle, realizzati dipinti e altre opere in suo onore. Ad Agira la chiesa dell'Abbazia di San Filippo sorge sui resti di quella dell'antico monastero greco fondato tra il VII e l'VIII secolo: proprio in quel monastero una reliquia di San Cono fu a lungo venerata insieme a quelle di numerosi altri santi, tra i quali lo stesso San Filippo patrono della città. In seguito le sacre reliquie furono trasferite e sono oggi custodite nella chiesa parrocchiale del Santissimo Salvatore.
Menzione a parte merita il comune di San Cono, in provincia di Catania, fondato nel 1785 per opera del marchese Ottavio Trigona Bellotti: in merito alle origini del nome esistono due versioni discordanti. Secondo alcuni l'antico feudo fu chiamato San Cono perché posseduto in principio dalla famiglia Santapau, a cui apparteneva la madre di Conone (Apollonia Santapau), ma non vi sono documenti che provino questa ipotesi.
La seconda ipotesi sulle origini del comune di San Cono rasenta la leggenda: si racconta che il marchese Trigona ricevette la visita di un monaco basiliano nativo di Naso per acquistare una partita di frumento. Non avendo con sé del denaro, il monaco, lasciò in pegno al marchese un prezioso anello che portava al dito e, promettendo di saldare il debito, partì. Non avendo più ricevuto visita dal monaco il marchese Trigona cominciò a dubitare della sua buona fede, quindi decise di recarsi a Naso personalmente per chiedere informazioni; tuttavia nessuno seppe dirgli nulla. Ma alla fine, su una parete di un Convento, trovò il monaco raffigurato in un quadro: era San Cono, morto più di cinque secoli prima. Convinto di aver assistito ad un miracolo, decise di fondare il paese e di dargli il nome del Santo.
La Chiesa intitolata a an Cono è la più antica del paese e una statua del santo patrono è esposta sull'altare principale, mentre sul soffitto sono rappresentati degli episodi della Sua mirabile vita. Il momento saliente dei Festeggiamenti in Onore di San Cono è tradizionalmente la seconda domenica di maggio ed è l'occasione per numerosi sanconesi di ritornare a casa. Nella mattinata di domenica il simulacro del santo viene portato dalla sua chiesa alla Matrice; la sera, la vara viene prima deposta davanti alla chiesa, dove vengono raccolte le offerte dei fedeli che vengono gridate a gran voce insieme ai nomi degli offerenti; il popolo risponde con il grido caratteristico «Viva Diu e Santu Conu». Al termine della raccolta, il pesante simulacro viene portato a spalla per le vie del paese, con il suo caratteristico incedere.
La processione si protrae per tutta la notte, continuando a raccogliere le offerte dei fedeli al grido «Viva Diu e Santu Conu», interrotta solo per una pausa di preghiere e canti e, a mezzanotte, per lo sparo di fuochi artificiali. Il sabato e la domenica successivi si ripetono manifestazioni analoghe alla settimana precedente. Terminata questa seconda festa (detta ottava), viene immediatamente contato il denaro raccolto con le offerte e viene annunciato pubblicamente: esso servirà interamente a pagare le numerose spese della festa.

## Commemorazioni

### 5 marzo
Il 5 marzo del 1823 un nuovo, e catastrofico, evento sismico sconvolgeva la vita degli abitanti di Naso: al tramonto il paese venne investito da un terribile terremoto che rase al suolo la quasi totalità delle abitazioni, anche i luoghi di culto subirono fortissimi danni. Tra le macerie sono tante le urla di dolore e le grida di aiuto ma, nonostante ciò, la catastrofe produsse soltanto una vittima e pochissimi feriti: la popolazione corre subito dal Santo Patrono col cuore rigonfio di gratitudine per aver sottratto "gli amati figli, i concittadini prediletti, dalla sicura, orribile morte".

### 28 marzo
Il 28 marzo del 1236, Venerdì Santo, all'ora del Vespro, gli abitanti di Naso udirono suonare le campane del paese "non tocche da alcuno". I nasitani, con immenso stupore, accorsero alla grotta di San Michele, ove l'abate Conone si era ritirato a vita da eremita, per chiedere spiegazione di questo inspiegabile fenomeno ma, giunti alla grotta, nuova meraviglia li sconvolse. lo trovarono sollevato da terra, con gli occhi rivolti al cielo e circondato da una luce purissima. Conone Navacita era asceso al cielo, già in odore di santità. Da allora, ogni 28 marzo, alle ore 15, ha luogo un momento di preghiera accompagnato dal suono della famosa campana che suonò miracolosamente al momento dell'ascesa al cielo di San Cono.

### Mese di agosto
Nel corso dell'intero mese di agosto sono numerose le funzioni speciali che preparano alle solenni celebrazioni del 1º settembre: col passare dei giorni la devozione nei confronti di San Cono si fa sempre più viva e numerosi sono i pellegrini che giungono a Naso per invocare grazie e soddisfare voti. Nell'ultima settimana di agosto, il simulacro del santo patrono viene posizionato sulla grande vara e, insieme alle sacre reliquie, viene portato in processione fino alla chiesa Madre di Naso, da dove avrà inizio la processione del 1º settembre.

### 1º settembre

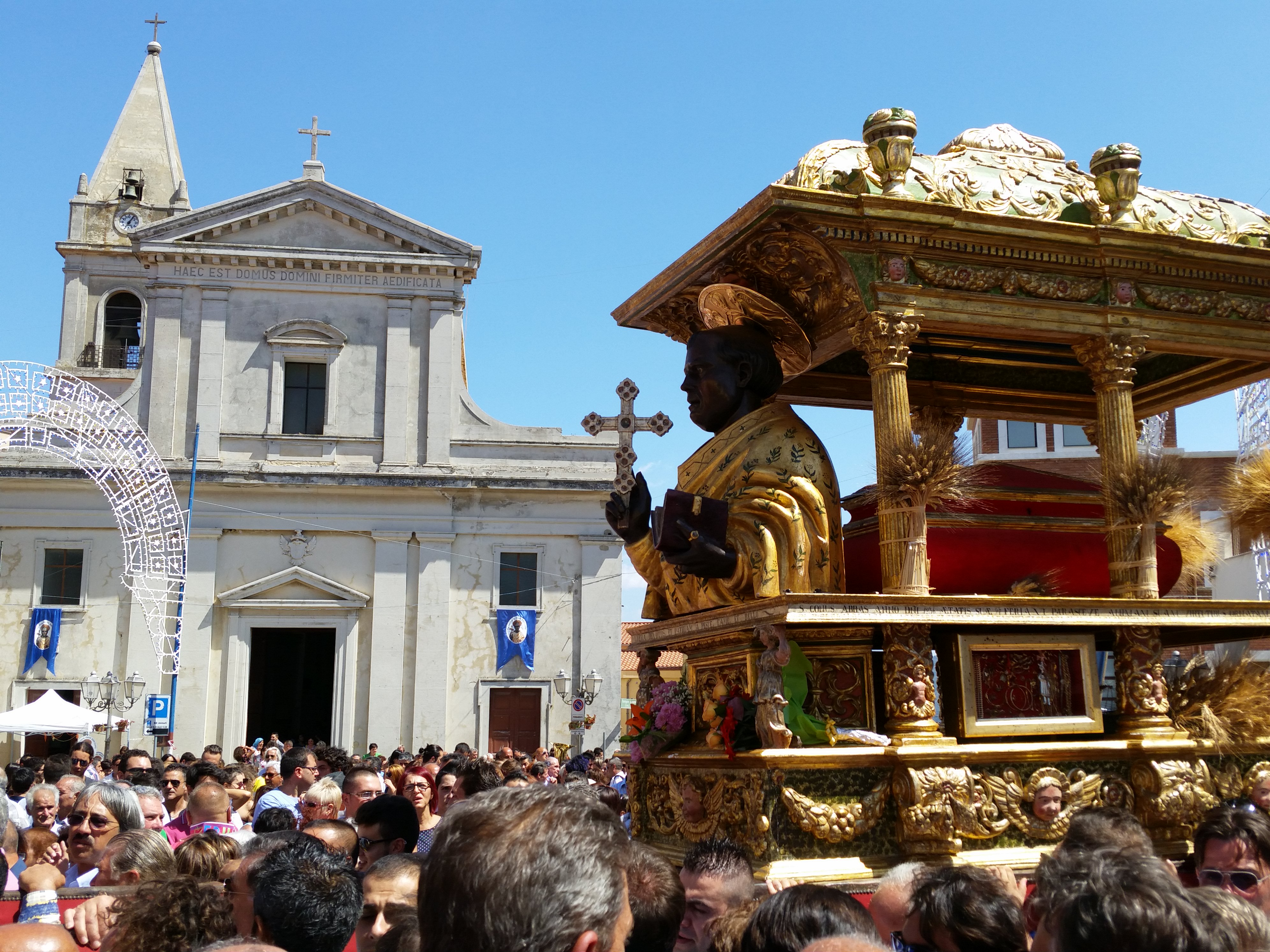
Processione di San Cono Abate a Naso.

Fu istituita in ricordo della traslazione delle reliquie di San Cono Abate dalla cappella di San Michele, dove vennero inizialmente custodite, all'attuale tempio di San Cono. Si svolge nell'arco di quattro giorni (a partire dal 29 agosto) e sicuramente è, tra tutte le ricorrenze dedicate al santo patrono di Naso, quella che riscuote maggior partecipazione da parte dei devoti, nasitani e non: proprio per questo abbiamo deciso di dedicarle una pagina a parte. I festeggiamenti che si svolgono a Naso il 1º settembre sono stati, e continuano ad esserlo tutt'oggi, quelli tradizionalmente più solenni.
L'aria di festa che pervade Naso in questa occasione inizia a respirarsi già molti giorni prima, quando le piazze e le strade del paese iniziano ad essere adornate da archi di luce che regalano all'intero centro storico un aspetto ancor più pittoresco che nel resto dell'anno. Il primo atto solenne dei festeggiamenti in onore di San Cono Abate si svolge il pomeriggio del 29 agosto quando l'arciprete di Naso, insieme a numerosi concittadini e devoti, si reca presso il tempio di San Cono per prelevare le reliquie del santo dalla cripta dove vengono custodite. Si dà così il via alla processione che dal tempio conduce il simulacro di San Cono alla chiesa madre dove viene celebrata una Messa solenne a compimento del mese di agosto, interamente dedicato al santo patrono. L'urna contenente le Sacre Reliquie di San Cono Abate rimane quindi esposta fino alla mattina del 1º settembre sull'altare principale della chiesa madre di Naso che diventa meta di pellegrinaggio per numerosissimi devoti del santo abate.

### 8 settembre
Tradizionalmente chiamata "ottava", si svolge interamente nel rione Bazia: il 7 settembre si ripete nuovamente tutto quello fatto a Naso una settimana prima (31 agosto). L'8 settembre, il simulacro di San Cono Abate, viene riportato all'interno del tempio e le sacre reliquie vengono nuovamente riposte nella cripta.

### 28 dicembre
Alle ore 05:21 del 28 dicembre 1908, per 37 secondi, un devastante terremoto si abbatté sulle città di Messina e Reggio Calabria. Naso subì gravissimi danni a causa di questo evento sismico (passato alla storia come l'evento catastrofico di maggiori dimensioni che abbia colpito il territorio italiano in tempi storici): luoghi di culto inagibili (per qualche anno), numerosissime case inabitabili e molte altre distrutte. Tuttavia nessuno trovò la morte in quel di Naso. In virtù dello scampato pericolo, i nasitani tutti, consacrarono a San Cono il 28 dicembre: ogni anno, in questa data, l'imponente vara di San Cono Abate viene portata in processione per le vie del paese.

## Tempio di San Cono

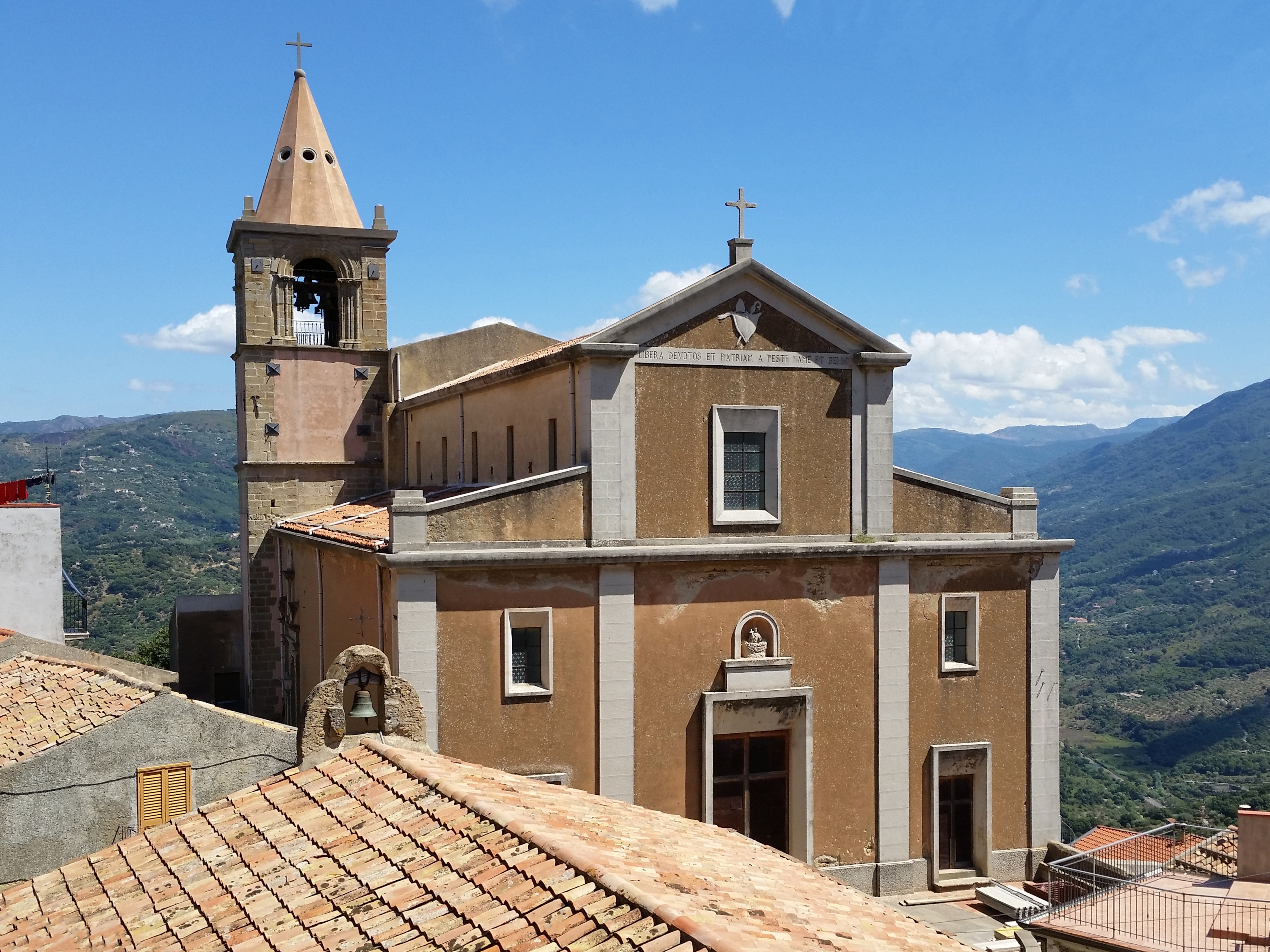
Il tempio dedicato al santo patrono di Naso, realizzato in puro stile cinquecentesco, sorge nella parte orientale del centro storico, in quella parte del paese che lo vide nascere e in cui, il 28 marzo 1236, morì.

Il Tempio dedicato al santo patrono di Naso, realizzato in puro stile cinquecentesco, sorge nella parte orientale del centro storico, in quella parte del paese che lo vide nascere e in cui, il 28 marzo 1236, morì. La costruzione del tempio di San Cono risale proprio al XV secolo, fu eretto in corrispondenza della grotta di San Michele in cui Conone trascorse gli ultimi anni della sua mirabile vita terrena. Consacrata il 3 giugno del 1511, rappresenta da sempre il luogo sacro per eccellenza per tutti gli abitanti di Naso e per i devoti di San Cono, essa subì in seguito numerose opere di abbellimento e restauro, anche in tempi relativamente recenti grazie all'interessamento dell'arciprete Antonino Portale e di tanti suoi concittadini. Degno di ammirazione il Campanile che porta nel coronamento una larga monofora in pietra bigia.
All'interno la chiesa di San Cono è suddivisa in tre navate e quella centrale è sovrastata da arcate lapidee rotonde sorrette da dodici colonne in pietra cenerina, adornate da capitelli in stile dorico. Sull'altare è possibile ammirare la statua lignea di San Cono Abate, commissionata dall'arciprete Portale nel 1926: essa ritrae il Santo Patrono in atto supplice al momento della morte, con lo sguardo rivolto al cielo. Tale opera fu realizzata affinché si ricordassero le vere sembianze dell'abate.
L'importanza di ricordare quale fosse l'aspetto reale di Conone Navacita fu dettata dal fatto che il simulacro portato in processione durante le diverse commemorazioni del Santo ha un aspetto decisamente diverso: infatti veniva realizzata a Palermo un'opera lignea con le fattezze di un grande e potente dominatore dallo sguardo avvolgente. Essa incarnava, e lo fa tuttora, un concetto simbolico di "potenza, grandezza e abbondanza" così da sottolineare il dominio sul popolo fedele ed al tempo stesso incutere terrore ai nemici. L'aspetto del simulacro risultava ancora più "dominante" durante le processioni per le strade di Naso: esso infatti veniva portato in spalla su di una grande vara che ne amplificava l'imponenza. Erroneamente si crede che l'aspetto dell'opera tenda a riprodurre le sembianze assunte da San Cono durante l'apparizione del 1545 quando i Turchi, pronti ad invadere Naso, batterono in ritirata davanti alla sacra visione: l'opera originale fu infatti realizzata nel 1512, ovvero 33 anni prima di questo episodio.
Tuttavia quella visibile ai giorni nostri è solo una copia dell'originale: esso infatti andò distrutto completamente durante un incendio verificatosi la notte del 25 gennaio 1920. Gli abitanti di Naso si misero subito all'opera per reperire fondi e maestranze necessarie alla realizzazione di una nuova opera che venne "consegnata" al comune di Naso il 31 agosto 1922, così come ricorda l'incisione applicata alla vara del Santo Patrono.
Parte dell'imponente tempio di San Cono poggia su un'altra chiesa che, fin dal principio, gli fu costruita sotto. Essa, con pianta a croce latina, consta di quattro altari: uno di questi fu realizzato nella Cappella che, protetta da 3 cortine di ferro con 7 chiavi, custodisce le sacre reliquie di San Cono Abate: la testa è racchiusa in una calotta d'argento, così come una mano e un braccio, mentre il resto del corpo è custodito in un'urna d'argento.
L'interno della Cappella è ricco di marmi rari e lucidissimi, adornato da dipinti raffiguranti i numerosi prodigi che costellarono la vita di Conone Navacita: San Cono che benedice Naso, il momento in cui estirpa il verme dall'orecchio del figlio del governatore di Naso e San Cono in estasi al momento della morte sono solo alcuni dei dipinti che si possono ammirare in suddetta Cappella. La particolarità di questa chiesa "sotterranea" risiede nel fatto che essa sorge, in parte, sul luogo esatto in cui si trovava la Grotta di San Michele: a ricordarne l'esatta ubicazione oggi vi è un altare, eretto grazie all'arciprete Antonino Portale, che fu inaugurato il 28 marzo del 1930.

## Devozione
Viene invocato contro i mali degli orecchi e del naso ed è per questo che tali organi furono aggiunti allo stemma del paese: per i fedeli rappresentano un ammonimento ad "aver buon naso, ascoltare assai e parlar poco".